# مونية لمكيمل
مونية لمكيمل (مواليد سنة 1988) ممثلة مغربية، شاركت في عدة أفلام ومسلسلات مغربية.

## مسيرتها الفنية
ولدت مونية لمكيمل في مدينة بنسليمان سنة 1988، حاصلة على شهادة الإجازة في إدارة الأعمال وعلى شهادة في شعبة المعلوميات، بالإضافة لهذا فهي تتمتع بتكوين مسرحي عبر بوابة مسرح (البساط) بمدينة بنسليمان، حيث انطلقت في المجال الفني سنة 2005، وقد استطاعت حصد مجموعة من الجوائز الوطنية وحتى الدولية، حيث فازت 6 مرات متتالية بلقب أفضل ممثلة ضمن فعاليات المسرح الوطني للشباب. كما تمكنت سنة 2017 من الفوز بجائزة أحسن ممثلة في الوطن العربي ضمن مهرجان المسرح العربي بدولة الكويت. كان للفنانة مونية لمكيمل العديد من المشاركات المميزة عبر سلسلة من الأعمال التلفزيونية والمسرحية، أبرزها دور البطولة في مسرحية (أنا وبناتي)، إلى جانب الفنانة المقتدرة دنيا بوطازوت، وأيضا مشاركتها في مسرحية (النمس) بمهرجان الأردن للمسرح الاحترافي، إلى جانب نخبة من ألمع الوجوه الفنية بالمغرب، من قبل عبد الله ديدان، حسن مكيات، وآخرون. لكن الجمهور المغربي تعرف عليها أكثر من خلال السلسلة الرمضانية طوندونس مع الفنان الكوميدي حسن الفد.

## حياتها الشخصية
متزوجة من الممثل المسرحي عادل نعمان وأم لطفلين.

## أعمالها
- 2019: بنت باب الله
- 2020: طوندونس
- 2021: داير البوز
- 2021: الفد تي في
- 2021: الصلا والسلام
- 2022: التي را التي

## روابط خارجية
- مونية لمكيمل على موقع IMDb (الإنجليزية)
- مونية لمكيمل على موقع قاعدة بيانات الأفلام العربية